# 群馬県道163号八木原停車場小倉線
群馬県道163号八木原停車場小倉線（ぐんまけんどう163ごう やぎはらていしゃじょうおぐらせん）は、上越線八木原駅前から吉岡町大字小倉に至る一般県道である。

## 概要
渋川市内の八木原地区、有馬地区、および吉岡町小倉地区を走行するが、群馬県道162号八木原停車場線と同様、ほぼ全線が群馬県道26号高崎安中渋川線と重複する。途中、関越自動車道と立体交差する。

### 路線データ
- 起点：渋川市八木原 八木原停車場[1]
- 終点：北群馬郡吉岡町大字小倉（群馬県道25号高崎渋川線交点〈小倉交差点〉）[注釈 1]

## 歴史
- 1959年（昭和34年）9月18日：群馬県より現・道路法に基づき、県道八木原停車場小倉線（渋川市 八木原停車場 - 県道高崎渋川線交点〈北群馬郡吉岡村大字小倉〉、整理番号84）が路線認定される[2]。

## 地理

### 通過する自治体
- 群馬県
  - 渋川市

### 交差する道路
- 群馬県道26号高崎安中渋川線‐全線で重複
- 群馬県道25号高崎渋川線‐終点